# Катарина Џонсон-Томпсон
Катарина Мери Џонсон-Томпсон ((енгл. Katarina Johnson-Thompson); Ливерпул, 9. јануар 1993.) енглеска је атлетичарка, првенствено позната као седмобојка и двострука шампионка света, двострука шампионка Игара Комонвелта и освајачица сребрне медаље на Олимпијским играма. У дворанском петобоју је светска и двострука првакиња Европе.
Џонсон-Томпсон је освојила златну медаљу у седмобоју на Светском првенству 2019. године, оборивши британски рекорд са резултатом од 6.981 поен, што је сврстава на 6. место на листи најбољих резултата у седмобоју свих времена. Њени резултати у седмобоју укључују 13. место на Олимпијским играма у Лондону 2012, пето место на Светском првенству 2013, шесто место на Олимпијским играма у Рију 2016 и пето место на Светском првенству 2017. Освојила је златну медаљу на Играма Комонвелта 2018. пре него што је освојила сребро на Европском првенству 2018. Задржала је титулу на Играма Комонвелта 2022. Она такође држи британски рекорд у петобоју у дворани од тачно 5.000 поена. Освојила је злато у тој дисциплини на Светском првенству у дворани 2018. као и на Европским првенствима у дворани 2015. и 2019.
Џонсон-Томпсон се повремено такмичи у њене две најјаче појединачне дисциплине: скок у вис и скок у даљ. Она држи британски рекорд у скоку у вис на отвореном, а у скоку у даљ била је светска јуниорска шампионка 2012. и светска вицешампионка у дворани 2014.

## Одрастање
Катарина Мери Џонсон-Томпсон рођена је у предграђу Ливерпула као ћерка енглескиње Трејси Џонсон и оца Рикарда Томпсона са Бахама. Њена мајка је бивша плесачица, док је њен отац радио као асистент продукције на бахамској телевизијској станици ЗНС-ТВ. Прву годину живота Катарина је провела у Насауу са својим оцем након што су јој се родитељи раздвојили, а затим се вратила у Уједињено Краљевство да живи са својом мајком близу Ливерпула, где је похађала католичку основну школу и постала заинтересована за атлетику. Касније је наставила да студира спортске науке на Универзитету Џон Мурс у Ливерпулу.

## Највећи успеси
У септембру 2012. Џонсон-Томпсон је номинована за „ Европску атлетску звезду у успону“.
У септембру 2016, Џонсон-Томпсон се разишла са тренером Мајком Холмсом, који ју је тренирао од 2008. Касније се преселила у Монпеље, да би тренирала са екипом коју је водио Бертран Валсин. У овој групи је тренирао и Кевин Мајер.
Џонсон-Томпсон је освојила злато у седмобоју на Светском првенству 2019. у Дохи са британским рекордом од 6981 поен. Поново је освојила злато у седмобоју на Светском атлетском првенству 2023. у Будимпешти.
На Олимпијским играма 2024. у Паризу, освојила је сребрну медаљу, одмах иза Нафисату Тијам.

## Статистика
Све информације са профила Катарине Џонсон-Томпсон са сајта Светске атлетике.

### Лични рекорди
| Дисциплина    | Резултат       | Такмичење                    | Место одржавања               | Датум            | Напомене         |
| ------------- | -------------- | ---------------------------- | ----------------------------- | ---------------- | ---------------- |
| 100 м препоне | 13.09 с        | Светско првенство 2019.      | Доха, Катар                   | 2. октобар 2019. |                  |
| Скок увис     | 1.98 м         | Олимпијске игре 2016.        | Рио де Жанеиро, Бразил        | 12. август 2016. | Британски рекорд |
| Бацање кугле  | 14.44 м        | Олимпијске игре 2024.        | Париз, Француска              | 8. август 2024.  |                  |
| 200 метара    | 22.79 с        | Хипо митинг 2016.            | Гецис, Аустрија               | 28. мај 2016.    |                  |
| Скок удаљ     | 6.92 м         | 2014 Велика награда Глазгова | Глазгов, Уједињено Краљевство | 11. јул 2014.    |                  |
| Бацање копља  | 46.14 м        | Светско првенство 2023.      | Будимпешта, Мађарска          | 20. август 2023. |                  |
| 800 метара    | 2:04.90 минута | Олимпијске игре 2024         | Париз, Француска              | 9. август 2024.  |                  |
| Седмобој      | 6981 поена     | Светско првенство 2019.      | Доха, Катар                   | 4. октобар 2019. | Британски рекорд |

| Дисциплина   | Резултат       | Такмичење                                | Место одржавања                 | Датум             | Напомене         |
| ------------ | -------------- | ---------------------------------------- | ------------------------------- | ----------------- | ---------------- |
| 60 м препоне | 8.18 с         | Европско првенство у дворани 2015        | Праг, Чешка Република           | 6. март 2015.     |                  |
| Скок у вис   | 1,97 м         | Британско првенство у дворани 2015       | Шефилд, Уједињено Краљевство    | 14. фебруар 2015. |                  |
| Бацање кугле | 13,15 м        | Европско првенство у дворани 2019        | Глазгов, Уједињено Краљевство   | 1. март 2019.     |                  |
| Скок у даљ   | 6,93 м         | Велика награда Бирмингема у дворани 2015 | Бирмингем, Уједињено Краљевство | 21. фебруар 2015. |                  |
| 800 метара   | 2:09.13 минута | Европско првенство у дворани 2019        | Глазгов, Уједињено Краљевство   | 1. март 2019.     |                  |
| Петобој      | 5000 поена     | Европско првенство у дворани 2015        | Праг, Чешка Република           | 6. март 2015.     | Британски рекорд |

### Међународна такмичења
| Година | Такмичење                           | Место                           | Позиција | Дисциплина | Резултат   | Белешка                 |
| ------ | ----------------------------------- | ------------------------------- | -------- | ---------- | ---------- | ----------------------- |
| 2009   | Светско првенство за млађе јуниоре  | Бресаноне, Италија              | 1.       | Седмобој   | 5750 поена |                         |
| 2009   | Европско првенство за јуниоре       | Нови Сад, Србија                | 8.       | Седмобој   | 5375 поена |                         |
| 2011   | Европско првенство за јуниоре       | Талин, Естонија                 | 6.       | Седмобој   | 5787 поена |                         |
| 2012   | Светско првенство за јуниоре        | Барселона, Шпанија              | 1.       | Скок удаљ  | 6.81 м     |                         |
| 2012   | Олимпијске игре                     | Лондон, Уједињено Краљевство    | 13.      | Седмобој   | 6267 поена |                         |
| 2013   | Европско првенство за млађе сениоре | Тампере, Финска                 | 1.       | Седмобој   | 6215 поена |                         |
| 2013   | Светско првенство                   | Москва, Русија                  | 5.       | Седмобој   | 6449 поена |                         |
| 2014   | Светско првенство у дворани         | Сопот, Пољска                   | 2.       | Скок удаљ  | 6.81 м     |                         |
| 2015   | Европско првенство у дворани        | Праг, Чешка Република           | 1.       | Петобој    | 5000 поена | Рекорд Велике Британије |
| 2015   | Светско првенство                   | Пекинг, Кина                    | 28.      | Седмобој   | 5039 поена |                         |
| 2015   | Светско првенство                   | Пекинг, Кина                    | 11.      | Скок удаљ  | 6.63 м     |                         |
| 2016   | Олимпијске игре                     | Рио де Жанеиро, Бразил          | 6.       | Седмобој   | 6523 поена |                         |
| 2017   | Светско првенство                   | Лондон, Уједињено Краљевство    | 5.       | Скок увис  | 1.95 м     |                         |
| 2017   | Светско првенство                   | Лондон, Уједињено Краљевство    | 5.       | Седмобој   | 6558 поена |                         |
| 2018   | Светско првенство у дворани         | Бирмингем, Уједињено Краљевство | 1.       | Петобој    | 4750 поена |                         |
| 2018   | Игре Комонвелта                     | Гоулд Коуст, Аустралија         | 1.       | Седмобој   | 6255 поена |                         |
| 2018   | Европско првенство                  | Берлин, Немачка                 | 2.       | Седмобој   | 6759 поена |                         |
| 2019   | Европско првенство у дворани        | Глазгов, Уједињено Краљевство   | 1.       | Петобој    | 4983 поена |                         |
| 2019   | Светско првенство                   | Доха, Катар                     | 1.       | Седмобој   | 6981 поена | Рекорд Велике Британије |
| 2021   | Олимпијске игре                     | Токио, Јапан                    | –        | Седмобој   | Одустала   |                         |
| 2022   | Светско првенство у дворани         | Београд, Србија                 | –        | Петобој    | Одустала   |                         |
| 2022   | Светско првенство                   | Јуџин, САД                      | 8.       | Седмобој   | 6222 поена |                         |
| 2022   | Игре Комонвелта                     | Бирмингем, Уједињено Краљевство | 1.       | Седмобој   | 6377 поена |                         |
| 2023   | Светско првенство                   | Будимпешта, Мађарска            | 1.       | Седмобој   | 6740 поена |                         |
| 2024   | Европско првенство                  | Рим, Италија                    | –        | Седмобој   | Одустала   |                         |
| 2024   | Олимпијске игре                     | Париз, Француска                | 2.       | Седмобој   | 6844 поена |                         |